# کامیلو آگریپا
 کامیلو آگریپا (ایتالیایی: Camillo Agrippa؛ – دهه) یک ریاضی‌دان، معمار، و مهندس اهل ایتالیا بود.